# Maison de l'officialité
La maison de l'officialité, aussi appelée maison rue Labeyrie, est une habitation médiévale à Aire-sur-l'Adour, dans le département français des Landes. 
Il s’agit de la plus ancienne maison de la ville. Elle fait l’objet d’une inscription au titre des monuments historiques depuis le 22 février 1946.

## Historique

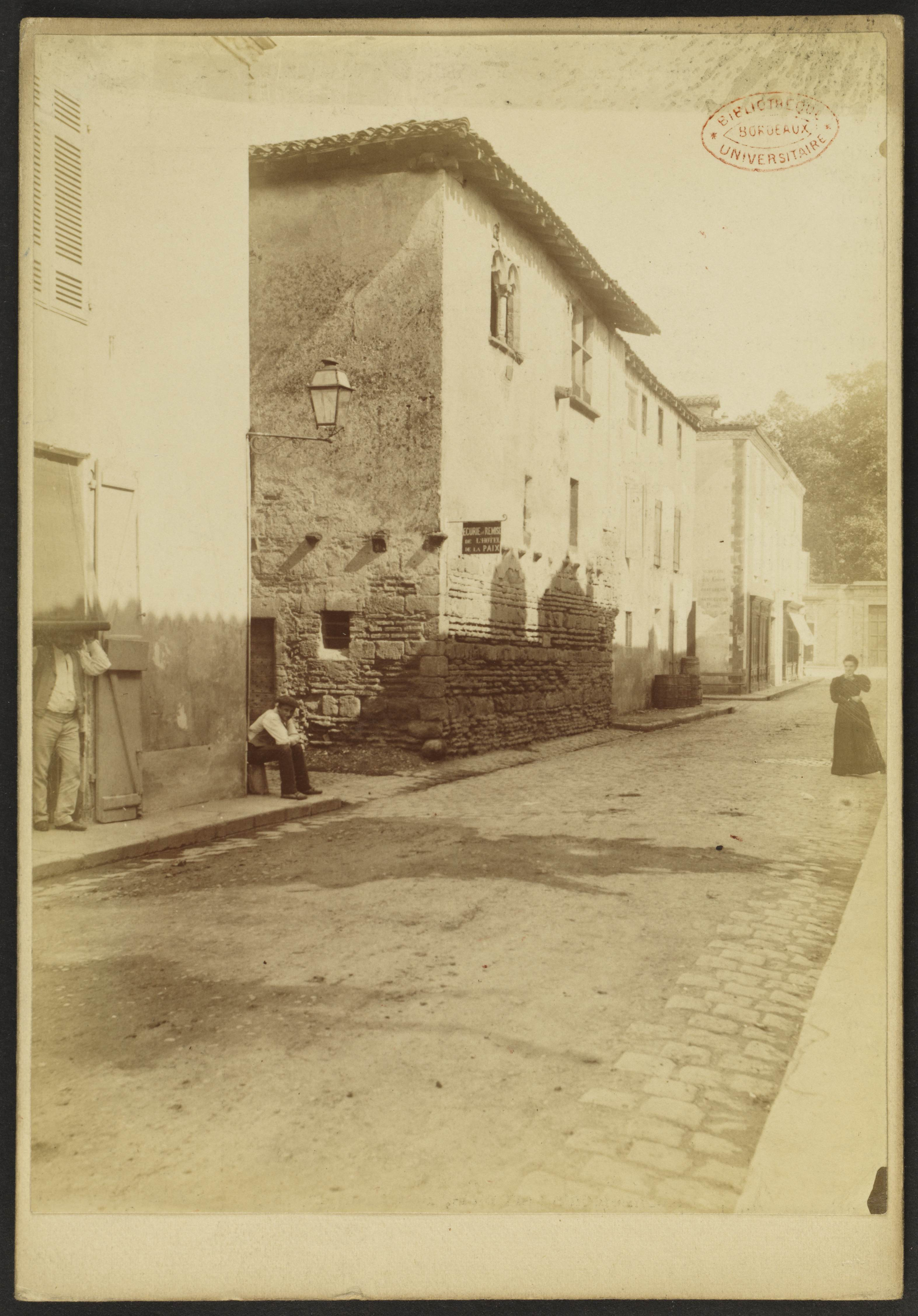
Photographie par Jean-Auguste Brutails en 1886.

Elle a été construite au XIVe siècle. La porte rue Plainhaut date du XVe siècle. Elle a appartenu à l’église et a servi de maison de l’officialité du diocèse d'Aire. Il s’agit de la plus ancienne maison du centre-ville. À la fin du XIXe siècle, elle est photographiée par Jean-Auguste Brutails. Ses façades sur rue et ses toitures sont inscrites au titre des monuments historiques le 22 février 1946. C’est aujourd’hui une propriété privée. 

## Localisation et architecture

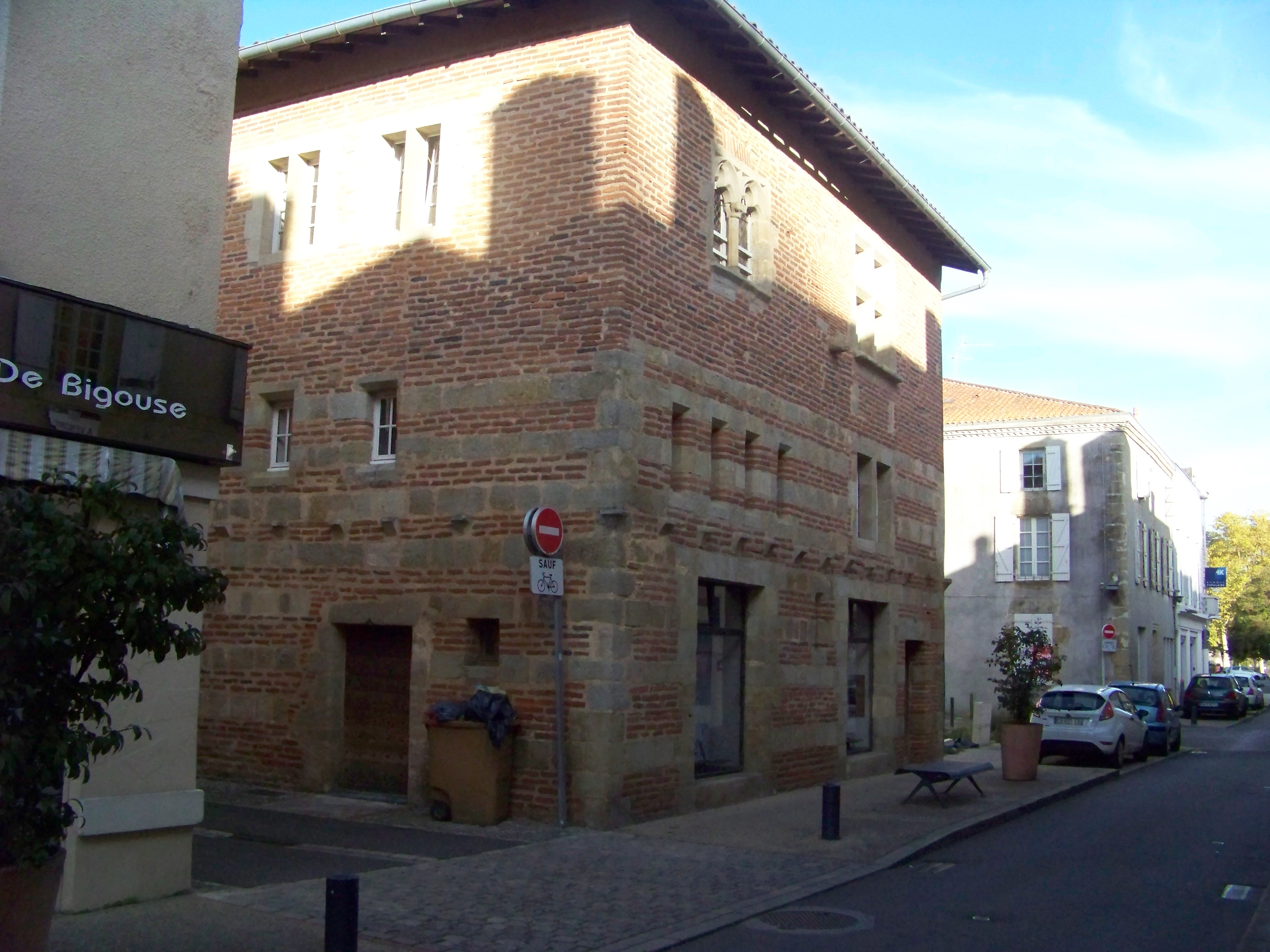
La maison de l’officialité vue d’un autre angle.

Cette maison gothique donne à la fois sur la rue Henri Labeyrie et Plainhaut, au centre d’Aire-sur-l’Adour. La base de ses mur est composée d’une alternance de pierres de taille jaunes et de grandes briques. Cette méthode, datant de l’époque gallo-romaine, est toujours utilisée pendant l’époque romane. La partie haute du bâtiment est composée de briques et est percée de deux fenêtres. La première est composée de deux colonnettes soutenant des arcs brisés et l’autre d’un croisillon chanfreiné. On trouve entre les deux une gargouille d’évacuation des eaux. À mi-hauteur se trouvent une série de corbeaux qui servaient à soutenir une charpente aujourd’hui disparue. La porte rue Plainhaut, datant du XVe siècle, est composée d’un linteau monolithique et est ornée d’une accolade.